# Topór abordażowy

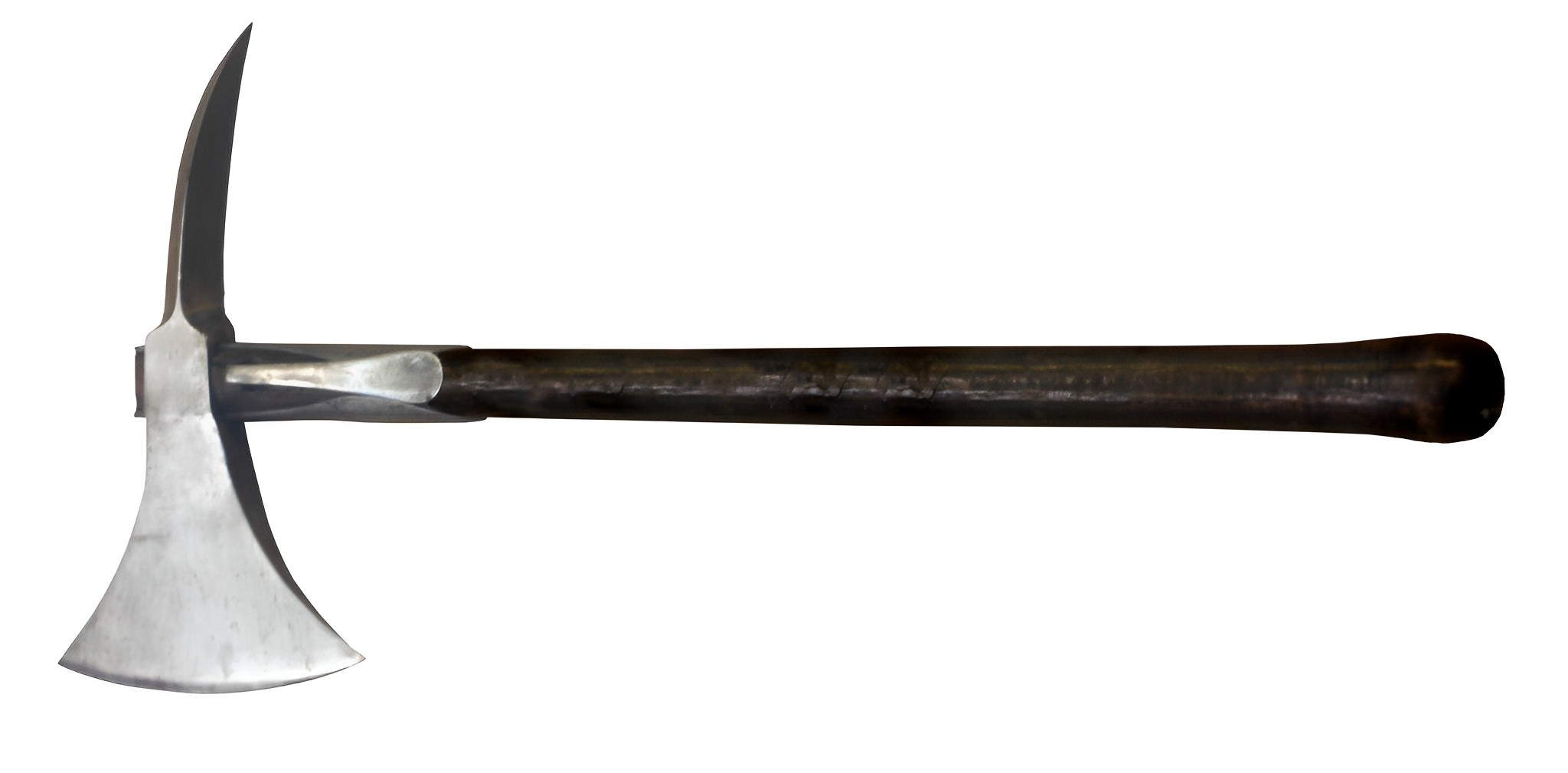
Topór abordażowy

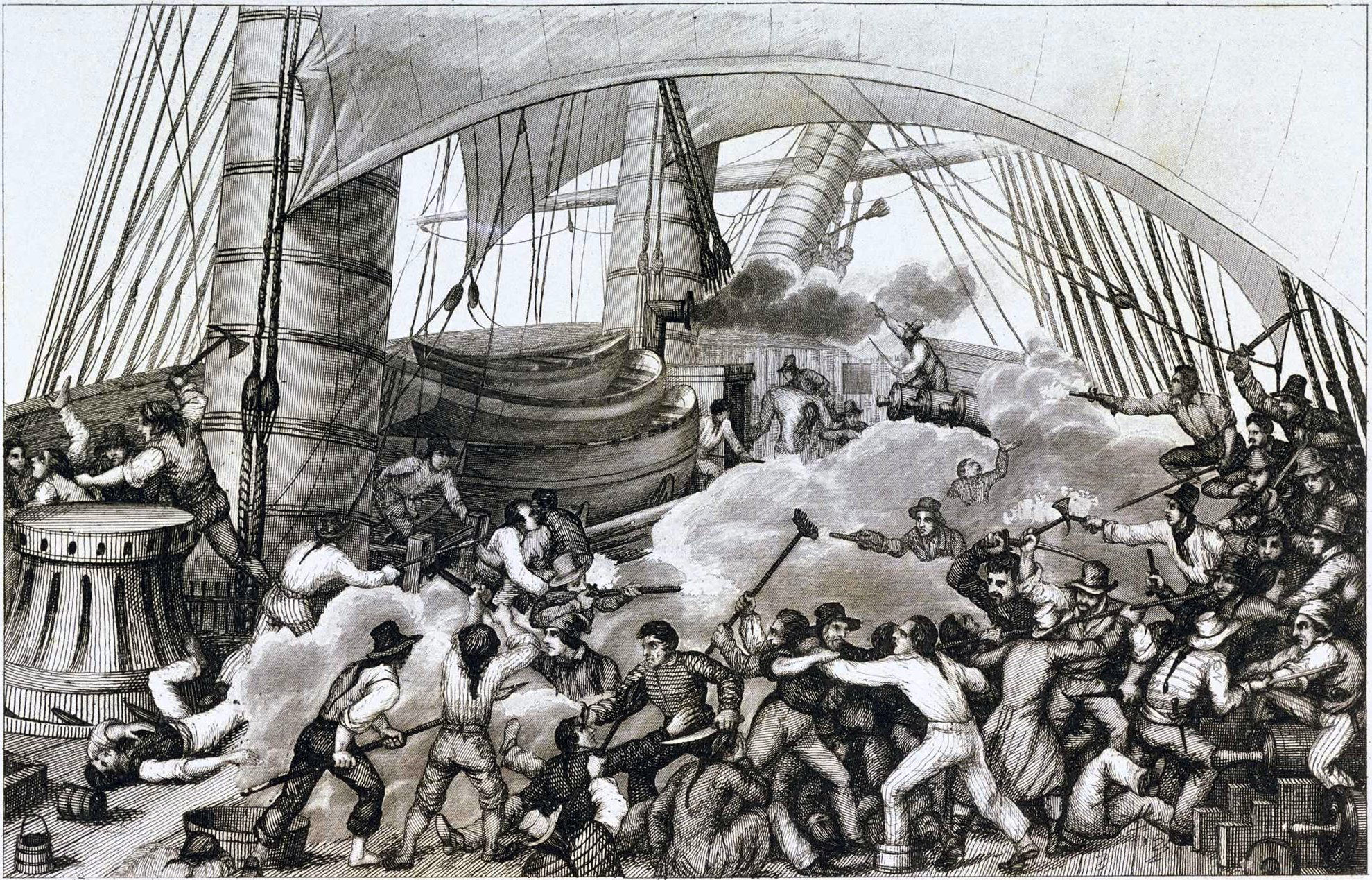
Abordaż na statek „Triton” dokonywany przez marynarzy ze statku „Hasard”, z użyciem między innymi toporów abordażowych (1796)

Topór abordażowy – topór używany podczas abordażu, szczególnie popularny w XVII–XIX wieku.

## Opis
Żaglowce przewoziły dużą ilość narzędzi na każdą ewentualność, w tym między innymi topory do gaszenia pożarów, napraw oraz do wycinki drzew i gromadzenia drewna na lądzie. Główne zastosowania toporów podczas gaszenia pożarów, zarówno na morzu, jak i na lądzie, polegały między innymi na wyłamywaniu drzwi, rozbijaniu okien lub wybijaniu dziur w ścianach i dachach w celu umożliwienia akcji ratowniczej. Dodatkowo cienkie ostrze i kolec można było wbić w szczeliny wokół drzwi i okien, aby je otworzyć. Topór oprócz tego, że służył do zwalczania szkód, wykorzystywany był również jako broń podczas akcji abordażowych do przecinania sieci i olinowania wrogiego statku, rozbijania drzwi i okien kabin w celu ataku na wrogą załogę oraz jako broń indywidualna w walce wręcz na pokładzie statku. Topory były zwykle przechowywane na stojakach w pobliżu każdego działa, dlatego nadawały się także do szybkiej obrony w przypadku nagłego ataku wrogich marynarzy lub piratów.
Kolec topora służył jako hak do odciągania i usuwania splątanego olinowania, oraz do wchodzenia na pokład z małej łodzi poprzez zaczepienie o liny i ułatwienie wspinaczki. Rękojeść topora o długości najczęściej od 56 do 71 centymetrów była na ogół wystarczająco długa, aby można jej było używać oburącz do cięcia, ale topór był również na tyle lekki, że można go było używać jedną ręką do przecinania mniejszych lin. Rękojeść często miała kształt kulisty lub była wybrzuszona na końcu, aby zapobiec wyślizgiwaniu się topora z rąk.
Od około 1840 roku topory abordażowe charakteryzowały się mniejszymi rozmiarami i krótszymi kolcami, co miało związek z zanikaniem zdobywania wrogiego statku za pomocą abordażu. Gdy abordaż przestał być stosowany, topory w ograniczonej ilości zaczęto stosować w gospodarstwach rolnych, skracając ich rękojeści by były bardziej poręczne. Pewna część toporów abordażowych była wykorzystywana również w straży pożarnej.